# Botanophila extensa
Botanophila extensa är en tvåvingeart som beskrevs av Ackland 2008. Botanophila extensa ingår i släktet Botanophila och familjen blomsterflugor.
Artens utbredningsområde är Italien. Inga underarter finns listade i Catalogue of Life.